# Djemil Anik
Marie Émilie Leblond dite Djemil Anik ou Djemil-Anik, née le 5 octobre 1889 à Cayenne (Guyane) et morte à une date indéterminée après 1937, est une danseuse, chorégraphe et actrice française des années 1910 aux années 1930.

## Biographie
Djemil-Anik a toujours entretenu un certain flou sur ses origines et sa formation de danseuse. Les déclarations qu'elle fait aux agents-recenseurs lors des recensements de la population de Paris en 1926, 1931 et 1936 en sont une parfaite illustration. En 1926, alors qu'elle est domiciliée au 63, boulevard Pereire dans le 17e arrondissement, elle dit s'appeler Djémil Le Blond née en 1889 en Guyane. Cinq ans plus tard en 1931, toujours à la même adresse, elle déclare s'appeler Anik Le Blond née en Océanie en 1892. Et enfin lors du recensement de 1936 dans le 7e arrondissement où elle habite au 129, rue de l'Université, elle affirme s'appeler Djémil Le Blond née en 1898 en Seine-Inférieure. On voit, entre autre, qu'elle se rajeunit au fur et à mesure qu'elle avance en âge. 
Par ailleurs, Djemil-Anik serait née d'un père français, administrateur colonial, et d'une mère originaire de Java (actuelle Indonésie), et des ancêtres malaisiens.
Très jeune, elle entre en formation de danse classique auprès de Léo Staats à l'Opéra de Paris. Par la suite, elle entreprend un voyage de retour aux sources maternelles, et s'initie aux danses traditionnelles de Java, puis étudie d'autres formes de danses non-occidentales, parvenant à accumuler une importante culture : durant toute sa carrière, elle explorera la plupart des danses venues d'Extrême-Orient, jusqu'à parvenir à des formes très épurées, avec un réel souci d'authenticité.
Le 24 mai 1912, à Paris, elle participe à une soirée privée organisée par le peintre Henri Siegler-Pascal en son atelier, qui réunissait entre autres, Valentine de Saint-Point et Maurice Ravel, deux proches amis du plasticien. Cette soirée, parmi d'autres, est le fait de Saint-Point, qui tenait, avant guerre, un salon très ouvert aux avant-gardes.
On garde trace de sa carrière d'actrice au cinéma. En 1920, elle est au générique du film de la réalisatrice avant-gardiste Germaine Dulac, Malencontre. En 1921, elle apparaît dans le film Mathias Sandorf. En 1922, elle tient le rôle féminin principal dans La Conquête des Gaules produit par Yan Bernard Dyl. En 1927, elle revient devant la caméra de Dulac dans L'Invitation au voyage.
En juin 1934, elle chorégraphie et met en scène un spectacle musical dansé, Océanie, au théâtre de l'École normale de musique de Paris dirigé par Alfred Cortot ; Djemil Anik s'y produisait depuis 1929.